# Hanns Kerrl
Hanns Kerrl, né le 11 décembre 1887 à Fallersleben (Hanovre) et mort le 12 décembre 1941 à Paris, est un homme politique allemand, membre du parti nazi. Il est ministre prussien de la Justice de 1933 à 1934 puis ministre sans portefeuille et, à partir de juillet 1935, ministre des Affaires religieuses du Reich, chargé de la Gleichschaltung (« mise au pas ») de l'Église. Il est également président du parlement prussien de 1932 à 1934.

## Biographie
Né de parents protestants à Fallersleben (aujourd'hui un quartier de Wolfsburg), Hanns Kerrl est le fils d'un instituteur. Ayant participé à la Première Guerre mondiale, il est décoré de la croix de fer au rang de Leutnant. 
Dès 1923, il rejoint le parti nazi et est membre du parlement prussien à partir de 1928. Les nazis remportent largement les élections prussiennes de 1932 avec 37 % des voix, ce qui rend impossible la formation d'un gouvernement parlementaire. Le gouvernement démocratique du ministre-président Otto Braun (SPD) reste donc en place. Néanmoins, le parti nazi fait élire Kerrl président du parlement et, le 20 juillet 1932, un coup de force met au pouvoir le chancelier Franz von Papen. Le président allemand Paul von Hindenburg, en vertu de l'article 48 de la Constitution de Weimar, nomme officiellement von Papen Reichskommissar de Prusse dans la foulée, entérinant la transition. Kerrl veille à ce que le parlement prussien fut dissous.

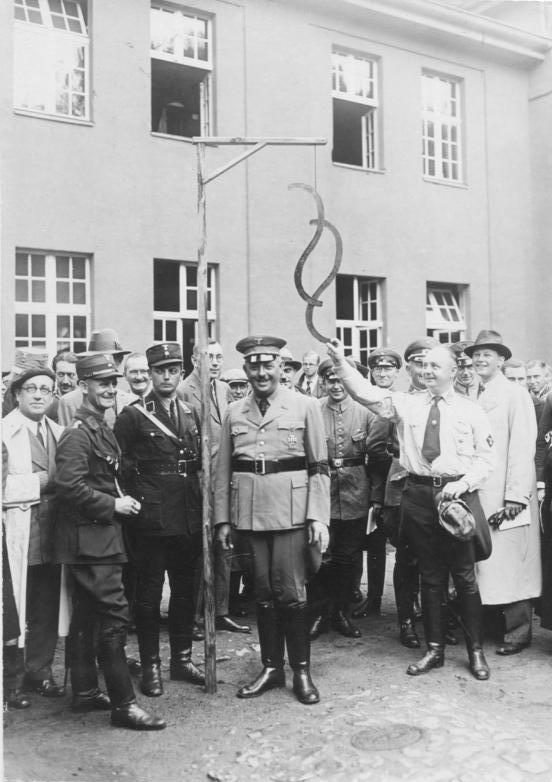
Kerrl (au milieu) dans un camp d'entraînement à Jüterbog, 1933.

Le 5 mars 1933 on procéda à de nouvelles élections. Le parti nazi et ses alliés nationaux-conservateurs obtinrent la majorité absolue et Hermann Göring devint ministre-président de Prusse. Le 31 mars et le 7 avril 1933, le parlement vote en faveur de la loi des pleins pouvoir pour la Prusse. Le parlement est finalement dissous en même temps que le Reichstag. Kerrl est nommé ministre prussien de la Justice le 11 avril 1933. Sous son mandat, l'interdiction de pratiquer est prononcée à l'encontre des avocats et notaires juifs. De plus, l'idéologie nazie faisait désormais partie intégrante du stage préparatoire aux professions juridiques. Kerrl fut l'un des fondateurs de l'Académie du droit allemand, sous la direction de Hans Frank. Il est nommé ministre sans portefeuille du cabinet Hitler le 22 juin 1934.
Depuis la « prise de pouvoir » (Machtergreifung) en 1933, dans le cadre de la politique de « mise au pas » (Gleichschaltung), le désir de contrôle total du parti nazi exige l'élimination de toute autre influence. Le régime a notamment combattu l'influence de l'Église en instaurant le ministère du Reich aux Affaires religieuses sous le contrôle de Hanns Kerrl. Il s'est plus particulièrement penché sur la promotion des Chrétiens allemands dans la querelle au sein de l'Église protestante du Reich qui l'oppose à l'Église confessante (Kirchenkampf). Membre de la SA, il a dû également gérer la hostilité vis-à-vis de l'Église des certains dirigeants du mouvement nazi, notamment Heinrich Himmler. En 1939, il a fait inscrire une déclaration commune des protestants d'Allemagne reposant sur l'antisémitisme et le nationalisme ethnique.
Hanns Kerrl, fragile du cœur, meurt durant un séjour à Paris le 14 décembre 1941, à l'âge de 54 ans. Il est enterré au cimetière boisé de Berlin-Dahlem.